# Campionato Europeo UEFS 2008
L'ottavo Campionato europeo di futsal (calcio da sala) organizzato dalla UEFS si è svolto in Belgio dal 20 marzo al 24 marzo 2008 ed ha visto la partecipazione di otto formazioni nazionali. La struttura a due gironi qualificava le prime due alle semifinali per il titolo, mentre relegava le altre al torneo di classificazione.
La Russia ha confermato la sua forza bissando il successo ottenuto due anni prima in Catalogna, a farne le spese è stata la squadra nazionale della Repubblica Ceca alla terza sconfitta su altrettante finali giocate.

## Girone A
| Houthalen 20 marzo 2008 | Russia | 1 – 1 | Rep. Ceca |  |

| Houthalen 20 marzo 2008 | Norvegia | 2 – 3 | Ucraina |  |

| Liers 21 marzo 2008 | Russia | 9 – 1 | Norvegia |  |

| Haine-Saint-Paul 21 marzo 2008 | Rep. Ceca | 3 – 2 | Ucraina |  |

| Soumagne 22 marzo 2008 | Russia | 5 – 2 | Ucraina |  |

| Adenne 22 marzo 2008 | Rep. Ceca | 3 – 0 | Norvegia |  |

| Classifica finale | Pt | G | V | N | P | GF | GS | DR  |
| ----------------- | -- | - | - | - | - | -- | -- | --- |
| Russia            | 7  | 3 | 2 | 1 | 0 | 15 | 4  | +11 |
| Rep. Ceca         | 7  | 3 | 2 | 1 | 0 | 7  | 3  | +4  |
| Ucraina           | 3  | 3 | 1 | 0 | 2 | 7  | 10 | -3  |
| Norvegia          | 0  | 3 | 0 | 0 | 3 | 3  | 15 | -12 |

## Girone B
| Houthalen 20 marzo 2008 | Francia | 1 – 4 | Bielorussia |  |

| Houthalen 20 marzo 2008 | Belgio | 2 – 1 | Catalogna |  |

| Liers 21 marzo 2008 | Catalogna | 3 – 6 | Bielorussia |  |

| Haine-Saint-Paul 21 marzo 2008 | Belgio | 3 – 5 | Francia |  |

| Soumagne 22 marzo 2008 | Francia | 2 – 2 | Catalogna |  |

| Adenne 22 marzo 2008 | Belgio | 3 – 2 | Bielorussia |  |

| Classifica finale | Pt | G | V | N | P | GF | GS | DR |
| ----------------- | -- | - | - | - | - | -- | -- | -- |
| Belgio            | 6  | 3 | 3 | 0 | 0 | 8  | 8  | =0 |
| Bielorussia       | 6  | 3 | 2 | 0 | 1 | 12 | 7  | +5 |
| Francia           | 4  | 3 | 0 | 1 | 2 | 8  | 9  | -1 |
| Catalogna         | 1  | 3 | 0 | 1 | 2 | 6  | 10 | -4 |

## Torneo di classificazione

### Semifinali
| Hoboken (Anversa) 23 marzo 2008 | Ucraina | 4 – 3 | Catalogna |  |

| Hoboken (Anversa) 23 marzo 2008 | Francia | 3 – 5 | Norvegia |  |

### Finali
| Liegi 24 marzo 2008 | Ucraina | 7 – 2 | Francia |  |

| Liegi 24 marzo 2008 | Norvegia | 5 – 4 | Catalogna |  |

## Semifinali
| Hoboken (Anversa) 23 marzo 2008 | Russia | 3 – 1 | Bielorussia |  |

| Hoboken (Anversa) 23 marzo 2008 | Belgio | 1 – 3 | Rep. Ceca |  |

## Finale 3º-4º posto
| Liegi 24 marzo 2008 | Bielorussia | 2 – 1 | Belgio |  |

## Finale
| Liegi 24 marzo 2008 | Russia | 5 – 4 (DCR) | Rep. Ceca |  |